# Tymień (jezioro)
Tymień – niewielkie, płytkie jezioro o zaawansowanym stopniu eutrofizacji na Pojezierzu Łagowskim, w pobliżu Nowego Dworku.

## Hydronimia
Do 1945 roku jezioro było nazywane Thiem See. 17 września 1949 roku wprowadzono nazwę Tymień. Obecnie państwowy rejestr nazw geograficznych jako nazwę jeziora również podaje Tymień. W niektórych źródłach pojawia się nazwa dodatkowa Tim.